# João Resende Costa
Dom João Resende Costa, S.D.B. (Borda da Mata, 19 de outubro de 1910 — Belo Horizonte, 21 de julho de 2007) foi um religioso salesiano e bispo católico brasileiro. Foi o quinto bispo de Ilhéus e o segundo arcebispo de Belo Horizonte.

## Estudos
Realizou seus estudos fundamental e médio em Borda da Mata e Cruzeiro (1918-1923), Lorena e Seminário de Lavrinhas (1924-1926).
Ingressou na Congregação Salesiana em 1928.
Estudou Filosofia em Lavrinhas (1927-1929). Fez seus estudos teológicos na Pontifícia Universidade Gregoriana (1932-1937), onde obteve o título de doutor.

## Presbiterado
Ordenou-se padre no dia 28 de julho de 1935, na Basílica de Santo Inácio, em Roma.

### Atividades desenvolvidas
- Diretor do Liceu Coração de Jesus, em São Paulo.
- Reitor do Seminário de Teologia dos Salesianos, em São Paulo.
- Inspetor (superior provincial)  [Salesiano de São Paulo (1948-1952).
- Membro do Conselho Superior da Congregação Salesiana, em Turim (1952).
- Membro da Delegação Brasileira nos Congressos Interamericanos de Educação em Bogotá, Buenos Aires e Rio de Janeiro.

## Episcopado
No dia 25 de fevereiro de 1953, o Papa Pio XII o nomeou bispo diocesano de Ilhéus Recebeu a ordenação episcopal no dia 24 de maio de 1953, em São Paulo, das mãos do Cardeal Vasconcelos Motta e de Dom Orlando Chaves, SDB, e Dom Antônio Campelo de Aragão, SDB.
No dia 19 de julho de 1957, o Papa Pio XII designou Dom João para a função de Arcebispo Coadjutor de Belo Horizonte, com a sé titular de Martyropolis, com direito a sucessão.
Com a morte de Dom Antônio dos Santos Cabral, no dia 15 de novembro de 1967, o Papa Paulo VI nomeou Dom João como o segundo Arcebispo Metropolitano de Belo Horizonte.
Renunciou ao múnus pastoral, por limite de idade, no dia 5 de fevereiro de 1986.

### Atividades durante o episcopado
- Bispo Diocesano de Ilhéus (1953-1957).
- Arcebispo Coadjutor e Administrador Apostólico Sede Plena de Belo Horizonte (1957-1967).
- Arcebispo Metropolitano de Belo Horizonte (1967-1986).
- Secretário Nacional das Religiosas, na CNBB (1964-1978).
- Secretário e Presidente do Regional Leste II da CNBB.
- Delegado para a Conferência de Medellín (1968).
- Delegado para o Sínodo dos Bispos (1977).
- Presidente da Delegação Brasileira no Congresso Interamericano de Educação em Havana.
- Presidente da Sociedade Mineira de Cultura.
- Grão-Chanceler da Pontifícia Universidade Católica de Minas Gerais.

### Sucessão
Dom João Resende Costa foi o quinto bispo de Ilhéus, sucedeu a Dom Benedito Zorzi e foi sucedido por Dom Caetano Antônio Lima dos Santos, O.F.M. Cap..
Dom João foi o segundo arcebispo de Belo Horizonte , sucedeu a Dom Antônio dos Santos Cabral e foi sucedido por Dom Serafim Fernandes de Araújo.

### Ordenações presbiterais e episcopais
Dom João ordenou presbítero, dentre outros:
- Dom Cláudio Cardeal Hummes, O.F.M.
- Dom Alberto Taveira Corrêa

Dom João Costa presidiu a ordenação episcopal de:
- Dom Belchior Joaquim da Silva Neto, CM
- Dom Antônio Carlos Mesquita
- Dom Arnaldo Ribeiro
- Dom Paulo Lopes de Faria
- Dom Tarcísio Sebastião Batista Lopes, O.F.M. Cap.
- Dom Sebastião Roque Rabelo Mendes
- Dom Alberto Taveira Corrêa

Dom João Costa foi concelebrante da ordenação episcopal de:
- Dom Ladislau Paz, S.D.B.
- Dom Antônio Barbosa, S.D.B.
- Dom Serafim Fernandes de Araújo
- Dom Cristiano Portela de Araújo Pena
- Dom José Brandão de Castro, C.SS.R.
- Dom Miguel d'Aversa, S.D.B.
- Dom José Gonçalves da Costa, C.SS.R.
- Dom Onofre Cândido Rosa, S.D.B.

## Brasão e Lema
- Descrição: Escudo eclesiástico de argente com três naus de blau, sendo os mastros em forma de cruz latina, sem velas, e um chefe de blau,  com uma estrela de seis raios de jalde.O escudo está assente em tarja branca, na qual se encaixa o pálio branco com cruzetas de sable. O conjunto está pousado sobre uma cruz trevolada, de dois traços, de ouro, O todo encimado pelo chapéu eclesiástico com seus cordões em cada flanco, terminados por dez borlas cada um, postas: 1, 2, 3 e 4; tudo de verde, forrado de vermelho. Brocante sob a ponta da cruz um listel de blau com a legenda: IN LAVDEM GLORIÆ DEI, em letras de argente.
- Interpretação: O escudo obedece às regras heráldicas para os eclesiásticos. O campo de argente (prata) traduz a inocência, a castidade, a pureza, lisura, fidelidade e a eloqüência, virtudes essenciais num Pastor que deseja dar a vida pela defesa de suas ovelhas, e guardar os tesouros da Fé e das tradições cristãs. As três naus encimadas cada qual de uma cruz simbolizam a frota de Pedro Álvares Cabral que, fundeando pela primeira vez em Terras de Santa Cruz, aqui trouxe a fé na Santíssima Trindade e no mistério da Cruz do Redentor, e por seu esmalte, blau (azul), significa: justiça, serenidade, fortaleza, boa fama e nobreza. O chefe de blau (azul) com a estrela e jalde (ouro), foi retirado das armas da Congregação Salesiana, na qual o arcebipo ingressou, aos dezoito anos. O campo de blau do chefe tem os significado já escrito este esmalte e a estrela simboliza é a Virgem Maria - "Stella Maris" - , que, como poderosa Auxiliadora do povo cristão, é a celeste protetora e guarda dos bens divinos, simbolizados na primeira cruz implantada em terras do Brasil, no território da Diocese de Ilhéus, a primeira ocupada pelo arcebispo. A estrela, por seu metal, jalde (ouro), traduz: nobreza, autoridade, premência, generosidade, ardor e descortínio
 O lema: "Para o louvor da Glória de Deus", expressa a meta de vida do arcebispo, para quem a missão essencial era levar seus filhos espirituais, através do mistério da cruz, à participação da própria vida da Divina Trindade - conforme o espírito do capítulo primeiro da epístola aos Efésios, onde três vezes o Apóstolo repete o lema: “in laudem gloriæ gratiæ suæ (Ef 1, 6); in laudem gloriæ eius (Ef 1, 12); in laudem gloriæ ipsius (Ef 1, 14)”.